# Dýmovnice

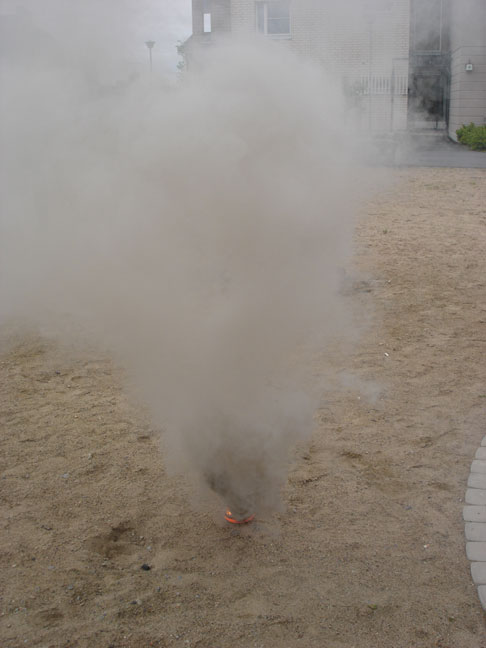
Podomácku vyrobená dýmovnice během hoření

Dýmovnice je směs několika chemických látek, které při hoření vydávají co nejhustší a nejobjemnější kouř.

## Využití
Hlavní účel a důvod vzniku dýmovnic lze spatřovat ve vojenství – dýmovnice se využívaly a doposud využívají například pro zahalení strategických míst, krytí přesunu pěších jednotek a označování cílů.
Pozdější trh představil dýmovnice i pro civilní oddělení jako součást zábavní pyrotechniky. Tyto dýmovnice nedosahují kvalit armádních, jsou však levnější a obvykle neobsahují jedovaté substance.
Dnes můžeme najít uplatnění dýmovnic jak v armádě nebo zábavní pyrotechnice, tak například v airsoftu či paintballu.

## Složení
Obvyklými složkami využívanými na výrobu vojenských[zdroj?] dýmovnic byly dusičnan draselný, síra a realgar. Od této směsi se později ustoupilo kvůli jedovatosti realgaru. V nynějších dýmovnicích se již využívají chemicky složitější směsi.
Dýmovnice lze i obarvovat, a to pomocí tzv. sublimačních barviv. Tyto látky při správné teplotě sublimují spolu s bílým dýmem a propůjčují mu svou barvu.
Někdy se uvádí směsi cukru či nějakého umělého sladidla s dusičnanem draselným, ty však nevytvoří dýmovnici, nýbrž jednoduché raketové palivo, neboť jsou sice stejně jako dýmovnice určeny pro co největší výdej plynů v co nejkratším čase, jimi vyprodukované plyny jsou však průhledné a řídké (asi jako cigaretový kouř) a navíc velmi lehké, takže okamžitě stoupají. Větší vydatnost dýmu vznikne přidání chloridu amonného, nebo případně jedlé sody.[zdroj⁠?!]

## Výroba
Levnější dýmovnice (nebo podomácku vyrobené) se vyrábějí z dusičnanu draselného, cukru (nejlépe co nejjemnějšího) a jedlé sody (nebo chloridu amonného - salmiaku) a to v objemovém poměru 50:40:10 (dusičnan, cukr, jedlá soda). Do vojenských dýmovnic se dále používají chemikálie normálním občanům nedostupné.